# مغارة أقريون
مغارة أقريون هي مغارة وكهف يقع في بلدية خراطة ضمن دائرة خراطة في ولاية بجاية.
وتقع هذه المغارات في جبال البابور.

## مواضيع ذات صلة
- وادي أقريون